# Nueva Era
Nueva Era ist eine Stadtgemeinde in der philippinischen Provinz Ilocos Norte. Im Jahre 2015 zählte das 515 km² große Gebiet 9506 Einwohner. Die Gegend ist sehr bergig und mit 18,5 Einwohnern pro km² sehr dünn besiedelt.
Nueva Era ist in folgende elf Baranggays aufgeteilt:
- Acnam
- Barangobong
- Barikir
- Bugayong
- Cabittauran
- Caray
- Garnaden
- Naguillan
- Poblacion
- Santo Niño
- Uguis